# Gmina Solina
Gmina Solina Lengyelország délkeleti részén, a Kárpátaljai vajdaságban, a Leskói járásban található település. A község székhelye Polańczyk, amely 15 kilométerre délkeletre található Leskótól és 80 kilométernyire délre fekszik a vajdaság központjától, Rzeszówtól. 
A község területe 184,25 négyzetkilométerre terjed ki és a 2006-os adatok alapján 5106 fő él itt. 
A község területén fekszik a Cisna-Wetlina Tájképvédelmi Park és a San-völgyi Tájképvédelmi Park természetvédelmi területek egy része.

## Települések a községben
Gmina Solina községben az alábbi települések találhatóak:
- Berezka
- Bereźnica Wyżna,
- Bóbrka,
- Bukowiec,
- Górzanka,
- Jawor,
- Myczków,
- Myczkowce,
- Polańczyk,
- Rajskie,
- Rybne,
- Solina,
- Terka,
- Werlas,
- Wola Matiaszowa,
- Wołkowyja és
- Zawóz.

## Szomszédos községek
Gmina Solinát Gmina Cisna, Gmina Komańcza, Gmina Lesko és Gmina Zagórz határolják.

## Fordítás
Ez a szócikk részben vagy egészben  a   Gmina Solina című angol Wikipédia-szócikk ezen változatának fordításán alapul.  Az eredeti cikk szerkesztőit annak laptörténete sorolja fel. Ez a jelzés csupán a megfogalmazás eredetét és a szerzői jogokat jelzi, nem szolgál a cikkben szereplő információk forrásmegjelöléseként.